# إنفاذ القانون في الإمارات العربية المتحدة
تقع مسؤولية إنفاذ القانون في الإمارات العربية المتحدة على عاتق كل إمارة في دولة الإمارات العربية المتحدة؛ وتكون قوة الشرطة في كل إمارة مسؤولة عن الأمور داخل حدودها، ولكنها تتبادل المعلومات معاً بشكل روتيني في مجالات مختلفة. وتتكون القوات أيضًا من وحدات للتعامل مع الاحتجاجات أو مكافحة الشغب أو المشتبه بهم المسلحين بشكل كبير.
تقوم الوزارة بدمج أنظمة الشرطة والأمن في دولة الإمارات العربية المتحدة. وتتحمل سلطات الشرطة الإماراتية المختصة في كل إمارة مسؤولية الحفاظ على القانون والنظام العام. يتم إحالة الجرائم ضد الأمن الوطني إلى المحاكم الاتحادية. ويوجد أيضًا تعاون وثيق بين أجهزة إنفاذ القانون والجيش.
تتبع قوات الشرطة في دولة الإمارات لوزارة الداخلية وهي مسؤولة أيضًا عن صيانة السجون والجهة المسؤولة عن ذلك هي إدارة الإصلاحيات. ويتبع لهذه الوزارة أيضًا إدارة الهجرة. وتعتبر قوات الشرطة في إمارة أبو ظبي وإمارة دبي هي الأكبر في الدولة، حيث أن هاتين الإمارتين هما الأكثر عدد بالسكان والزوار.

## وحدة الشرطة الخاصة
وحدة الشرطة الخاصة هي وحدة لمكافحة الإرهاب، تم تصميمها على غرار القوات الخاصة البريطانية (SAS).[بحاجة لمصدر] ينتمي المجندون فيها إلى دول مثل باكستان والهند وسريلانكا وبنجلاديش ونيجيريا وكينيا وغانا والسنغال واليمن وعمان ولبنان والأراضي الفلسطينية وإندونيسيا وكوريا الجنوبية واليابان وماليزيا والفلبين وألمانيا وهولندا واليونان وإيطاليا ودول أخرى للتدريب في أبو ظبي ودبي، ومن ثم يتم تعيينهم في الإمارات التي لا يوجد بها مثل هذا الفريق بالفعل.[بحاجة لمصدر] تتكون الوحدة من 40 رجلاً و38 امرأة ومقرها في مطار أبو ظبي الدولي ومطار دبي الدولي.[بحاجة لمصدر]

## القضاء
يعمل النظام القضائي في الإمارات ضمن إطار ثنائي يضم القضاء المحلي والقضاء الاتحادي، مع التزام دستوري بمبادئ الشريعة الإسلامية كمصدر رئيس للتشريع. تشمل الهيكلية محاكم ابتدائية واستئناف، ومحاكم شرعية للنظر في قضايا الأحوال الشخصية. لكل إمارة حرية اختيار الانضمام إلى القضاء الاتحادي. المحكمة الاتحادية العليا تعد أعلى سلطة، وتتولى قضايا الاتحاد وتفسير الدستور.

## ادارات انفاذ القانون
تتفرع الجهات الحكومية المعنية بالأمن والسلامة واتنفاذ القانون والحفاظ على الأرواح والممتلكات والبيئة، إضافة للقوانين الناظمة لاستعمال الأسلحة في الدولة.
- جهاز أمن الدولة[3]
- قوات الشرطة في الامارات
  1. شرطة أبو ظبي
  2. شرطة دبي
  3. شرطة الشارقة
  4. شرطة عجمان
  5. شرطة أم القيوين
  6. شرطة رأس الخيمة
  7. شرطة الفجيرة
- المجلس الأعلى للأمن الوطني
- وزارة الدفاع
- وزارة الداخلية
- القيادة العامة للدفاع المدني
- الهيئة الاتحادية للهوية والجنسية والجمارك وأمن المنافذ
- الهيئة الوطنية لإدارة الطوارئ والأزمات والكوارث
- المنظومة الوطنية للإنذار المبكر

## انظر ايضا
- وكالة استخبارات الإشارات الإماراتية
- القيادة العامة للدفاع المدني